# Tmesisternus sulcatus
Tmesisternus sulcatus är en skalbaggsart som beskrevs av Aurivillius 1911. Tmesisternus sulcatus ingår i släktet Tmesisternus och familjen långhorningar.
Artens utbredningsområde är Västpapua. Inga underarter finns listade i Catalogue of Life.